# سیل ۱۳۷۸ نکا
سیل ۱۳۷۸ نکا در بامداد روز ۵ مرداد در پی بارندگی‌هایی که از روز پیش در شهر نکا آغاز شده بود، به وقوع پیوست. بیش از ۳۲ نفر بر اثر این سیل کشته شدند. بارندگی شدید منجر به بالا رفتن سطح رودخانه نکا رود و در نهایت طغیان رودخانه مذکور که از میانه شهر عبور می‌کند گردید. ساکنین حاشیه رودخانه نکا از این حادثه به عنوان واقعه‌ای سخت و فراموش نشدنی یاد می‌کنند.
در اثر این واقعه پل اصلی این شهر، پل راه‌آهن، راه‌های روستایی، تعدادی از روستاها و زمین‌های کشاورزی و تعداد زیادی از ساختمانهای اداری خسارت دیدند. علاوه بر آن تأسیسات و تجهیزات زیر بنایی نظیر آب و برق و تلفن خسارت زیادی را متحمل شدند.

## وقوع سانحه و علل عمده آن
علت عمده وقوع این سانحه ناشی از سهل‌‌انگاری‌ های زیست‌محیطی همچون تبدیل جنگل‌های منطقه به زمین‌های زراعی، تخریب حاشیه رودخانه، برداشت بی‌رویه شن و ماسه بوده‌است. همچنین مسدود شدن دهانه پل‌ها توسط درختان بریده شده و گرفتگی آبراه‌ها توسط ساخت و سازهای انجام شده، منجر به تشدید وقوع سیل گردید. از موارد دیگری که می‌توان در تشدید این حادثه برشمرد عبارتند از: ساخت و سازهای بی‌رویه در حریم رودخانه و تجاوز به حریم آن، عدم رعایت نکات فنی در ساخت و سازها، کم بودن عرض معابر و گشایش‌های شهری، پیچ و خم معابر و به همراه تراکم بالای جمعیت و...